# Trương Quốc Thanh
Trương Quốc Thanh (tiếng Trung giản thể: 张国清, bính âm Hán ngữ: Zhāng Guó Qīng, sinh ngày 13 tháng 8 năm 1964, người Hán) là nhà kinh tế, kỹ thuật quân sự, chính trị gia nước Cộng hòa Nhân dân Trung Hoa. Ông là Phó Tổng lý Quốc vụ viện, lãnh đạo cấp phó quốc gia, Ủy viên Bộ Chính trị khóa XX, Ủy viên Ủy ban Trung ương Đảng Cộng sản Trung Quốc khóa XIX, khóa XVIII, Ủy viên dự khuyết khóa XVII. Ông từng là Bí thư Tỉnh ủy, Chủ nhiệm Ủy ban Thường vụ Nhân Đại Liêu Ninh, từng giữ chức vụ Thị trưởng của hai thành phố trực thuộc trung ương là Thiên Tân và Trùng Khánh; từng lãnh đạo doanh nghiệp nhà nước khi là Bí thư Đảng ủy, Chủ tịch Tập đoàn Công nghiệp Quốc phòng Trung Quốc.
Trương Quốc Thanh gia nhập Đảng Cộng sản Trung Quốc năm 1984, là Tiến sĩ Kinh tế học, Cao cấp Công trình sư cấp Nghiên cứu viên. Ông có sự nghiệp công tác thời gian dài trong lĩnh vực khoa học quân sự, công nghiệp quốc phòng, nổi tiếng là một nhân vật đóng góp lớn cho nền quốc phòng Trung Quốc, trong nhóm lãnh đạo thế hệ mới.

## Xuất thân và giáo dục
Trương Quốc Thanh sinh ngày 13 tháng 8 năm 1964, quê quán tại trấn Linh Sơn (灵山镇), huyện cấp thị La Sơn, địa cấp thị Tín Dương, tỉnh Hà Nam. Ông trải qua thời thiếu niên theo học phổ thông ở La Sơn, đến tháng 9 năm 1981, ông tới tỉnh Cát Lâm, bắt đầu học ở Khoa Kỹ thuật Điện tử của Học viện Quang học và Cơ học Trường Xuân (trường nay đổi tên thành Đại học Khoa học và Công nghệ Trường Xuân), chuyên ngành công nghệ quang điện tử. Tháng 7 năm 1984, ông được kết nạp vào Đảng Cộng sản Trung Quốc. Tháng 9 năm 1985, ông tốt nghiệp Cử nhân Công nghệ quang điện tử, sau đó tới Nam Kinh, Giang Tô tiếp tục theo học ngành Kinh tế thương mại quốc tế tại Khoa Kỹ thuật Quản lý của Đại học Khoa học và Công nghệ Nam Kinh, tốt nghiệp Thạc sĩ Kinh tế quốc tế vào tháng 7 năm 1987. Từ tháng 3 đến tháng 7 năm 1997, ông tham gia khóa bồi dưỡng cán bộ cấp sảnh tại Trường Đảng Trung ương.
Từ tháng 3 năm 2000, Trương Quốc Thanh là nghiên cứu sinh kinh tế tại Trường Kinh tế và Quản lý, thuộc Đại học Thanh Hoa. Trong thời gian này, ông cũng tham gia khóa nghiên cứu mở rộng tại Trường Kinh doanh Harvard, thuộc Đại học Harvard từ tháng 9 đến tháng 11 năm 2001. Sau đó, ông tốt nghiệp với bằng Tiến sĩ Kinh tế học vào tháng 6 năm 2004.

## Sự nghiệp quốc phòng

### Giai đoạn đầu
Sau khi tốt nghiệp Thạc sĩ Đại học Khoa học và Công nghệ Nam Kinh, Trương Quốc Thanh lúc này 23 tuổi được tuyển dụng vào Công ty Công nghiệp Bắc Trung Quốc (中国北方工业公司), một công ty nhà nước chuyên về ngành công nghiệp quân sự, đổi tên thành Tập đoàn Công nghiệp Bắc Trung Quốc năm 1999. Trong ngành công nghiệp quân sự này, ông bắt đầu làm quản lý dự án và nhiều năm tham gia vào công việc kinh doanh ở Trung Đông. Giai đoạn tháng 7 năm 1987 đến tháng 10 năm 1989, ông phụ trách bộ phận dự án hoàn chỉnh khu vực Trung Đông của Tập đoàn Công nghiệp Bắc. Sau đó, những năm 1990 đến 1993, ông là trợ lý cho Chủ nhiệm Văn phòng đại diện của Tập đoàn tại Tehran, Iran. Tháng 2 năm 1993, ông được bổ nhiệm làm Phó Xứ trưởng Địa khu Trung Đông rồi thăng chức thành Xứ trưởng Địa khu của Tập đoàn Công nghiệp Bắc. Tháng 10 năm 1995, ông là Phó Giám đốc Bộ thứ nhất về thương mại quốc tế của doanh nghiệp.
Tháng 6 năm 1996, Trương Quốc Thanh được đề bạt làm Phó Giám đốc Tập đoàn Công nghiệp Bắc. Năm 1998, ông giữ chức Bí thư Đảng ủy của Tập đoàn Công nghiệp Bắc Trung Quốc, kiêm nhiệm Phó Tổng Giám đốc rồi Tổng Giám đốc Công ty Kỹ thuật Vạn Bảo Trung Quốc, một nhánh công ty con của Tập đoàn Bắc. Vào lúc này, ông là công vụ việc bậc hàm cấp sảnh, cấp địa khi mới 32 tuổi.

### Norinco
Năm 1999, theo Ủy ban Trung ương Đảng Cộng sản Trung Quốc, Quốc vụ viện, Ủy ban Quân sự Trung ương quyết định về cải cách khoa học quốc phòng và công nghiệp công nghệ, cải tổ và thành lập mới Tập đoàn Công nghiệp Quốc phòng (China Ordnance Industries Group Corporation Limited (Norinco) – 中国兵器工业集团), Tập đoàn Công nghiệp Bắc Trung Quốc là nhân tố chủ lực cơ bản nằm trong sự quản lý của tập đoàn mới. Trương Quốc Thanh được bổ nhiệm làm Ủy viên Đảng ủy, Phó Chủ tịch của tập đoàn, ông tiếp tục giữ chức Bí thư Đảng ủy và Phó Giám đốc của Tập đoàn Công nghiệp Bắc Trung Quốc. Vào tháng 4 năm 2004, ông giữ cương vị Phó Chủ tịch của Tập đoàn Công nghiệp Quốc phòng kiêm Giám đốc Tập đoàn Công nghiệp Bắc Trung Quốc. Vào tháng 11 năm 2006, ông được tăng thêm vị trí Phó Bí thư Đảng ủy rồi trở thành Bí thư Đảng ủy Tập đoàn Quốc phòng năm 2007, lúc này ông ở vị trí bậc hàm phó tỉnh, bộ. Trong Đại hội Đảng Cộng sản Trung Quốc khóa XVII, tổ chức tháng 11 năm 2007, ông được bầu làm Ủy viên dự khuyết Ủy ban Trung ương Đảng Cộng sản Trung Quốc khóa XVII, trở thành một nhân vật trẻ nổi bật trong chính trị Trung Hoa khi giữ vị trí quan trọng lúc 43 tuổi. Tháng 10 năm 2008, Trương Quốc Thanh được thăng chức làm Phó Bí thư, Chủ tịch Tập đoàn Công nghiệp Quốc phòng Trung Quốc kiêm nhiệm Chủ tịch Tập đoàn Công nghiệp Bắc Trung Quốc. Ông trở thành lãnh đạo toàn diện lĩnh vực công nghiệp quốc phòng đất nước từ thời điểm này.
Trong thời gian làm Chủ tịch của Tập đoàn Công nghiệp Quốc phòng, Trương Quốc Thanh lãnh đạo đơn vị này trở thành tập đoàn công nghiệp quân sự đầu tiên của Trung Quốc có doanh số đạt mức 300 tỷ nhân dân tệ năm 2011, lọt vào danh sách Fortune Global 500. Ông được gọi với biệt danh Thiếu soái Quân đội (兵工少帅). Năm 2012, Tập đoàn Công nghiệp Quốc phòng niêm yết và vào top 500 thế giới, vị trí thứ 205, doanh thu đạt 351 tỷ nhân dân tệ và tăng hạng xếp thứ 161 thế giới năm 2013. Trong sự nghiệp lãnh đạo công nghiệp quốc phòng Trung Quốc, Trương Quốc Thanh đã tham gia công tác, các hoạt động quân sự, kiến thiết vật liệu, nhân lực cả nước ngoài lẫn trong nước; ông đã thúc đẩy lĩnh vực chế tạo thiết bị quốc phòng của Trung Quốc, đảm bảo quân trang cơ bản cho Lục quân, Hải quân, Không quân, Chi viện chiến lược, Lực lượng Tên lửa, nghiên cứu thiết bị mới hiện đại cho Quân Giải phóng Nhân dân Trung Quốc; đưa Norinco trở thành một tập đoàn quốc phòng lớn trên thế giới. Tháng 11 năm 2012, tại Đại hội Đảng Cộng sản Trung Quốc lần thứ XVIII, ông được bầu làm Ủy viên Ủy ban Trung ương Đảng Cộng sản Trung Quốc khóa XVIII, Ủy viên chính thức khi mới 48 tuổi. Bậc hàm công vụ viên của ông được nâng lên thành cấp chính tỉnh, bộ.

### Lãnh đạo địa phương

#### Trùng Khánh
Từ khi bắt đầu sự nghiệp năm 1987, Trương Quốc Thanh có 26 năm công tác trong lĩnh vực công nghiệp Trung Quốc, đặc biệt là quân sự, công nghiệp quốc phòng. Đến năm 2013, ông bắt đầu được phân công về vị trí lãnh đạo địa phương, bắt đầu sự nghiệp ở vai trò mới, với vị thế cao hơn, nhiệm vụ quan trọng, toàn diện hơn. Vào tháng 4 năm 2013, Trương Quốc Thanh được Trung ương điều chuyển đến Trùng Khánh, bổ nhiệm làm Thường vụ Thành ủy, Phó Bí thư Thành ủy Trùng Khánh. Vào tháng 7 năm 2013, ông kiêm nhiệm vị trí Hiệu trưởng Trường Đảng thành phố Trùng Khánh. Vào ngày 30 tháng 12 năm 2016, Ủy ban Thường vụ Nhân Đại Trung Khánh bổ nhiệm ông giữ chức Phó Thị trưởng và Quyền Thị trưởng Chính phủ Nhân dân thành phố Trùng Khánh, đồng thời là Bí thư Đảng tổ Chính phủ Trùng Khánh. Vào ngày 19 tháng 1 năm 2017, cuộc họp lần thứ năm của Đại hội Đại biểu Nhân dân khóa IV của Trùng Khánh đã bầu ông làm Thị trưởng Chính phủ Nhân dân thành phố Trùng Khánh, là thủ trưởng hành chính thứ năm của thành phố miền Tây này. Vào tháng 7 năm 2017, ông kiêm nhiệm vị trí Phó Chủ nhiệm Ủy ban Kiến thiết công trình Tam Hiệp (国务院三峡工程建设委员会).

#### Thiên Tân–Liêu Ninh
Vào tháng 12 năm 2017, Trương Quốc Thanh được chuyển đến Thiên Tân, được bổ nhiệm làm Thường vụ Thành ủy, Phó Bí thư Thành ủy thành phố Thiên Tân, đồng thời là Bí thư Đảng tổ Chính phủ Thiên Tân. Vào ngày 02 tháng 1 năm 2018, ông giữ chức Phó Thị trưởng và Quyền Thị trưởng Chính phủ Nhân dân Thiên Tân. Vào ngày 29 tháng 1 năm 2018, hội nghị Nhân Đại Thiên Tân đã bầu ông làm Thị trưởng Chính phủ Nhân dân thành phố Thiên Tân. Tháng 11 năm 2017, tại Đại hội Đảng Cộng sản Trung Quốc lần thứ XIX, ông tái đắc cử là Ủy viên Ủy ban Trung ương Đảng Cộng sản Trung Quốc khóa XIX, trong danh sách 204 Ủy viên lãnh đạo Trung Quốc.
Ngày 1 tháng 9 năm 2020, Trương Quốc Thanh miễn nhiệm chức vụ Thị trưởng Thiên Tân, kế nhiệm bởi Liêu Quốc Huân và được Trung ương điều động đến tỉnh Liêu Ninh, giữ chức vụ Bí thư Tỉnh ủy tỉnh Liêu Ninh, kế nhiệm Trần Cầu Phát, kiêm nhiệm vị trí Chủ nhiệm Ủy ban Thường vụ Đại hội Đại biểu Nhân dân tỉnh Liêu Ninh khóa XII, Bí thư thứ nhất Ủy ban Quân sự tỉnh Liêu Ninh, lãnh đạo toàn diện tỉnh Liêu Ninh. Ông cũng là Bí thư Tỉnh ủy trẻ nhất Trung Hoa khi được bổ nhiệm vào tháng 9 năm 2020.

## Quốc vụ viện
Tháng 6 năm 2022, Trương Quốc Thanh được bầu làm đại biểu tham gia Đại hội Đảng Cộng sản Trung Quốc lần thứ XX từ đoàn đại biểu Liêu Ninh. Trong quá trình bầu cử tại đại hội, ông tái đắc cử là Ủy viên Ủy ban Trung ương Đảng Cộng sản Trung Quốc khóa XX, sau đó được bầu làm Ủy viên Bộ Chính trị trong Hội nghị toàn thể lần thứ nhất Ủy ban Trung ương khóa XX vào ngày 23 tháng 10 năm 2022, trở thành lãnh đạo cấp phó quốc gia. Ngày 12 tháng 3 năm 2023, tại kỳ họp thứ nhất của Đại hội đại biểu Nhân dân toàn quốc khóa XIV, với sự đề cử của Tổng lý Lý Cường, Trương Quốc Thanh được bầu làm Phó Tổng lý Quốc vụ viện Cộng hòa Nhân dân Trung Hoa.